# Anželika
Anželika ist ein weiblicher Vorname.

## Herkunft und Bedeutung
Der Name ist die lettische Verkleinerungsform von Angelika.

## Bekannte Namensträgerinnen
- Anželika Ahmetšina (* 1989), estnische Fußballspielerin
- Anželika Cholina (* 1970), litauische Choreografin